# 克里沃魯奇卡
47°31′59″N 31°13′13″E / 47.53306°N 31.22028°E
克里沃魯奇卡（烏克蘭語：Криворучка），是烏克蘭的村落，位於該國南部尼古拉耶夫州，由沃茲涅先斯克區負責管轄，面積0.27平方公里，海拔高度8米，2001年人口10，人口密度每平方公里37人。